# Joseph von Eichendorff
Joseph von Eichendorff, född 10 mars 1788 i Schloß Lubowitz, Ratibor, död 26 november 1857 i Neisse, Oberschlesien, var en poet och romanförfattare i den tyska romantiken. Eichendorff räknas till de ledande lyrikerna i Tyskland under 1800-talet.
Joseph Eichendorffs föräldrar var den preussiske officeren friherre Adolf von Eichendorf och Karoline Freiin von Kloche. Joseph Eichendorff studerade juridik i Halle (1805–1806) och i Heidelberg (1807–1808) och Wien (1812). Från 1813 till 1815 deltog han i kriget mot Napoleon Bonaparte.
År 1821 utnämndes han till borgarråd för utbildning och kyrkliga frågor i Danzig och 1824 Oberpräsidialrat i Königsberg. År 1831 flyttade han med sin familj till Berlin där han arbetade vid flera ministerier till sin pensionering 1844.
Flera av Eichendorffs dikter har blivit tonsatta av bland andra Robert Franz, Hugo Wolf, Richard Strauss och Robert Schumann.
Asteroiden 9413 Eichendorff är uppkallad efter honom.

## Viktigaste verk

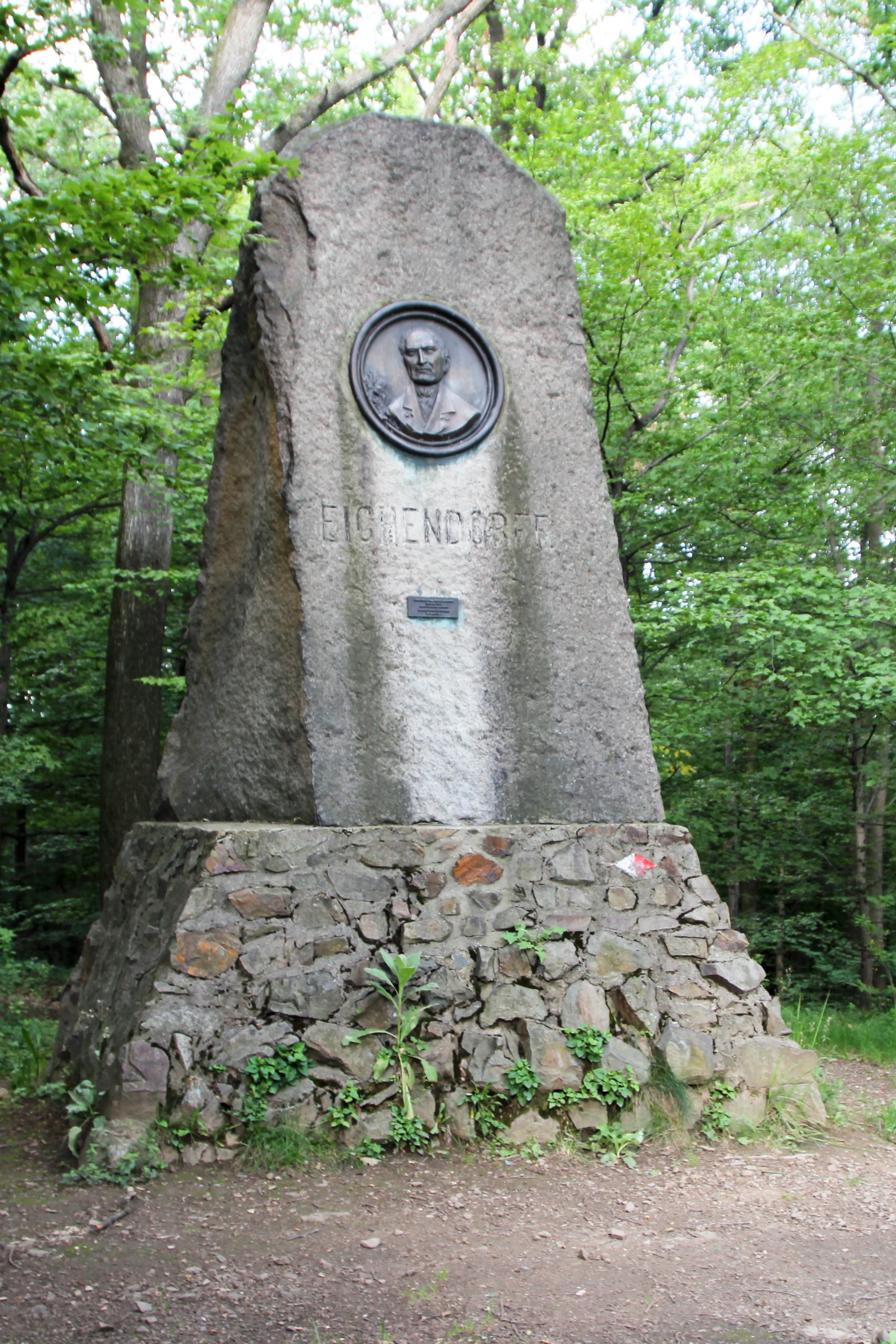
Pamätník Eichendorffa v Prudniku

### Romaner
- Die Zauberei im Herbst (1808)
- Oberschlesische Märchen und Sagen (1808-1810)
- Ahnung und Gegenwart (1815)
- Das Marmorbild (1819)
- Aus dem Leben eines Taugenichts (1826)
  - Ur en dagdrivares levnad (översättning Alfred Victorin, Gernandt, 1899)
  - Ur en dagdrivares levnad (översättning Caleb J. Anderson, Tiden, 1951)
- Dichter und ihre Gesellen (1833)
- Viel Lärmen um nichts (1833)
- Auch ich war in Arkadien (1834/1838)
- Die Meerfahrt (1835)
- Das Schloß Dürande (1837)
- Die Entführung (1839)
- Die Glücksritter (1841)
- Libertas und ihre Freier

### Teaterstycken
- Krieg den Philistern (1824)
- Ezzelin von Romano (1828)
- Meierbeths Glück und Ende (1828)
- Der letzte Held von Marienburg (1830)
- Die Freier (1833)

### Dikter
| - Die Riesen - Abschied (1810) - Zwielicht (1815) - Sehnsucht (1834) - Die Mondnacht (1837) - Julian (Epos) (1853) - Robert und Guiscard (Epos) (1855) - Lucius (Epos) (1857) - Der Abend - Wünschelrute (1835) - Der Einsiedler - Waffenstillstand der Nacht - Schöne Fremde (vor 1834) - Das zerbrochene Ringlein - Echte Liebe - Der Soldat - Wanderlied der Prager Studenten - An der Grenze | - Heimweh - Der Morgen - Der Gärtner - Der frohe Wandersmann - Waldgespräch - Wünschelrute - Frische Fahrt - Durcheinander - Wunder über Wunder - Frisch auf! - Allgemeines Wandern - Nachts - Die Nachtblume - Morgengebet (1814) - Der Glücksritter - Der Nachtvogel - Frühlingsnacht - Kurze Fahrt | - Neue Liebe - Schifferspruch - So oder so - Der Kehraus - Die zwei Gesellen - Winternacht - Vöglein in den sonn'gen Tagen - Trost - An meinem Geburtstage - Weihnachten - In Danzig (1842) - Reiselied - Der stille Grund - Der Blick - Die Nacht - Die Stillen - Der letzte Gruß |

I Världslitteraturen: de stora mästerverken. 30 (Bonnier, 1929) finns ett antal dikter i svensk tolkning.